# یواس‌اس بلدرچین (ای‌ام-۱۵)
یواس‌اس بلدرچین (ای‌ام-۱۵) (به انگلیسی: USS Quail (AM-15)) یک کشتی بود که طول آن ۱۸۷ فوت ۱۰ اینچ (۵۷٫۲۵ متر) بود. این کشتی در سال ۱۹۱۸ ساخته شد.